# British Independent Film Awards 2005

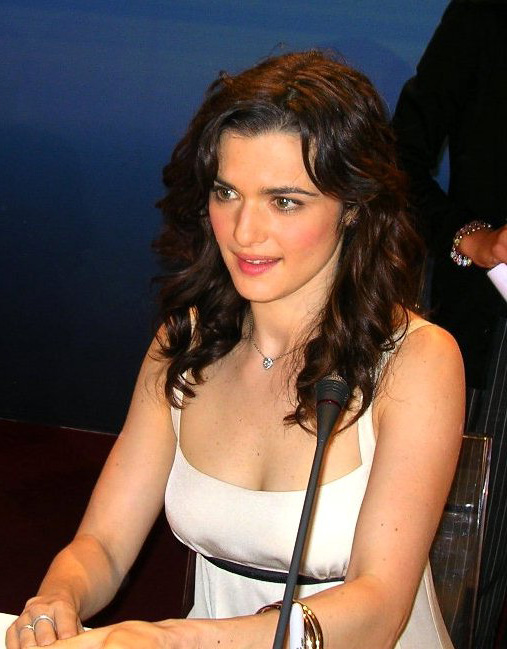
Rachel Weisz

Die 8. Verleihung der British Independent Film Awards fand 2005 im Hammersmith Palais in London (Hammersmith) statt. Sie wurde von dem Schauspieler James Nesbitt moderiert.
Erfolgreichster Film dieses Jahres war Der ewige Gärtner mit Ralph Fiennes und Rachel Weisz von Regisseur Fernando Meirelles mit drei Auszeichnungen (Bester Film, Bester Hauptdarsteller, Beste Hauptdarstellerin) und vier weiteren Nominierungen.
Die deutsche Produktion Der Untergang von Regisseur Oliver Hirschbiegel wurde in der Kategorie Bester ausländischer Independentfilm ausgezeichnet.

## Jury
- Michael Kuhn, Vorsitzender der Jury
- Alan Cumming, Schauspieler (Spy Kids)
- Beeban Kidron, Regisseur (Bridget Jones – Am Rande des Wahnsinns)
- Bryce Dallas Howard, Schauspielerin (Spider-Man 3)
- Sue Latimer
- Uberto Pasolini, Produzent
- Amanda Donohoe, Schauspielerin (Der Biss der Schlangenfrau)
- Ashley Walters, Rapper und Schauspieler
- Anne Reid, Schauspielerin
- Hugh Hudson, Autor und Regisseur (Greystoke)
- Mick Audsley, Filmeditor (12 Monkeys)
- Mikael Håfström, Regisseur (Zimmer 1408)
- Tom Hunsinger, Autor und Regisseur

## Nominierungen und Preise
| Preis                                               | Originalbezeichnung                                                             | Nominierungen | Preisträger              |
| --------------------------------------------------- | ------------------------------------------------------------------------------- | --- | ------------------------ |
| Bester britischer Independentfilm                   | Best British Independent Film                                                   | - A Cock & Bull Story - Mrs Henderson Presents - The Constant Gardener - The Descent - The Libertine | The Constant Gardener    |
| Bester ausländischer Independentfilm                | Best Foreign Independent Film                                                   | - Broken Flowers - Crash - Downfall (Der Untergang) - Secuestro Express - The Woodsman | Downfall (Der Untergang) |
| Beste britische Dokumentation                       | Best British Documentary                                                        | - Andrew and Jeremy Get Married - Black Sun - McLibel - Sisters In Law - The Liberace of Baghdad | The Liberace of Baghdad  |
| Bester britischer Kurzfilm                          | Best British Short Film                                                         | - Can’t Stop Breathing - Dupe - Pitch Perfect - Six Shooter | Six Shooter              |
| Bester Schauspieler                                 | Best Performance by an Actor in a British Independent Film                      | - Matthew Macfadyen in In My Father’s Den - Chiwetel Ejiofor in Kinky Boots - Bob Hoskins in Mrs Henderson Presents - Ralph Fiennes in The Constant Gardener - Johnny Depp in The Libertine                                | Ralph Fiennes            |
| Beste Schauspielerin                                | Best Performance by an Actress in a British Independent Film                    | - Natasha Richardson in Asylum - Judi Dench in Mrs Henderson Presents - Rachel Weisz in The Constant Gardener - Emily Watson in Wah-Wah - Joan Allen in Yes                                                                | Rachel Weisz             |
| Bester Nebendarsteller oder beste Nebendarstellerin | Best Performance by a Supporting Actor or Actress in a British Independent Film | - Rob Brydon in A Cock & Bull Story - Kelly Reilly in Mrs Henderson Presents - Bill Nighy in The Constant Gardener - Rosamund Pike in The Libertine - Tom Hollander in The Libertine                                       | Rosamund Pike            |
| Beste Regie                                         | Best Director of a British Independent Film                                     | - Michael Winterbottom für A Cock & Bull Story - Stephen Frears für Mrs Henderson Presents - Fernando Meirelles für The Constant Gardener - Neil Marshall für The Descent - Laurence Dunmore für The Libertine             | Neil Marshall            |
| Douglas Hickox Award                                | The Douglas Hickox Award                                                        | - Annie Griffin für Festival - Julian Jarrold für Kinky Boots - Gaby Dellal für On A Clear Day - Laurence Dunmore für The Libertine - Richard E. Grant für Wah-Wah                                                         | Annie Griffin            |
| Bester Newcomer                                     | Most Promising Newcomer                                                         | - Emily Barclay in In My Father’s Den - Samina Awan in Love + Hate - Alexander Nathan Etel in Millions - Thelma Barlow in Mrs Henderson Presents - Rupert Friend in The Libertine                                          | Emily Barclay            |
| Bestes Drehbuch                                     | Best Screenplay                                                                 | - Martin Hardy für A Cock & Bull Story - Tim Firth für Kinky Boots - Geoff Deane für Kinky Boots - Frank Cottrell Boyce für Millions - Martin Sherman für Mrs Henderson Presents - Jeffrey Caine für The Constant Gardener | Frank Cottrell Boyce     |
| Beste Produktion                                    | Best Achievement In Production                                                  | - Guy X - Gypo - It’s All Gone Pete Tong - Song of Songs - The Business | Gypo                     |
| Beste Technik                                       | Best Technical Achievement                                                      | - Peter Christelis für A Cock & Bull Story - Sandy Powell für Mrs Henderson Presents - C Charlone für The Constant Gardener - Jon Harris für The Descent - Ben van Os für The Libertine                                    | Jon Harris               |
| The Raindance Award                                 | The Raindance Award                                                             | - Billy Childish is Dead - Evil Aliens - Sam Jackson’s Secret Video Diary | Evil Aliens              |

Weitere Preise
- Spezialpreis der Jury: Sandy Lieberson
- The Variety Award: Keira Knightley
- The Richard Harris Award: Tilda Swinton